# Гіперган

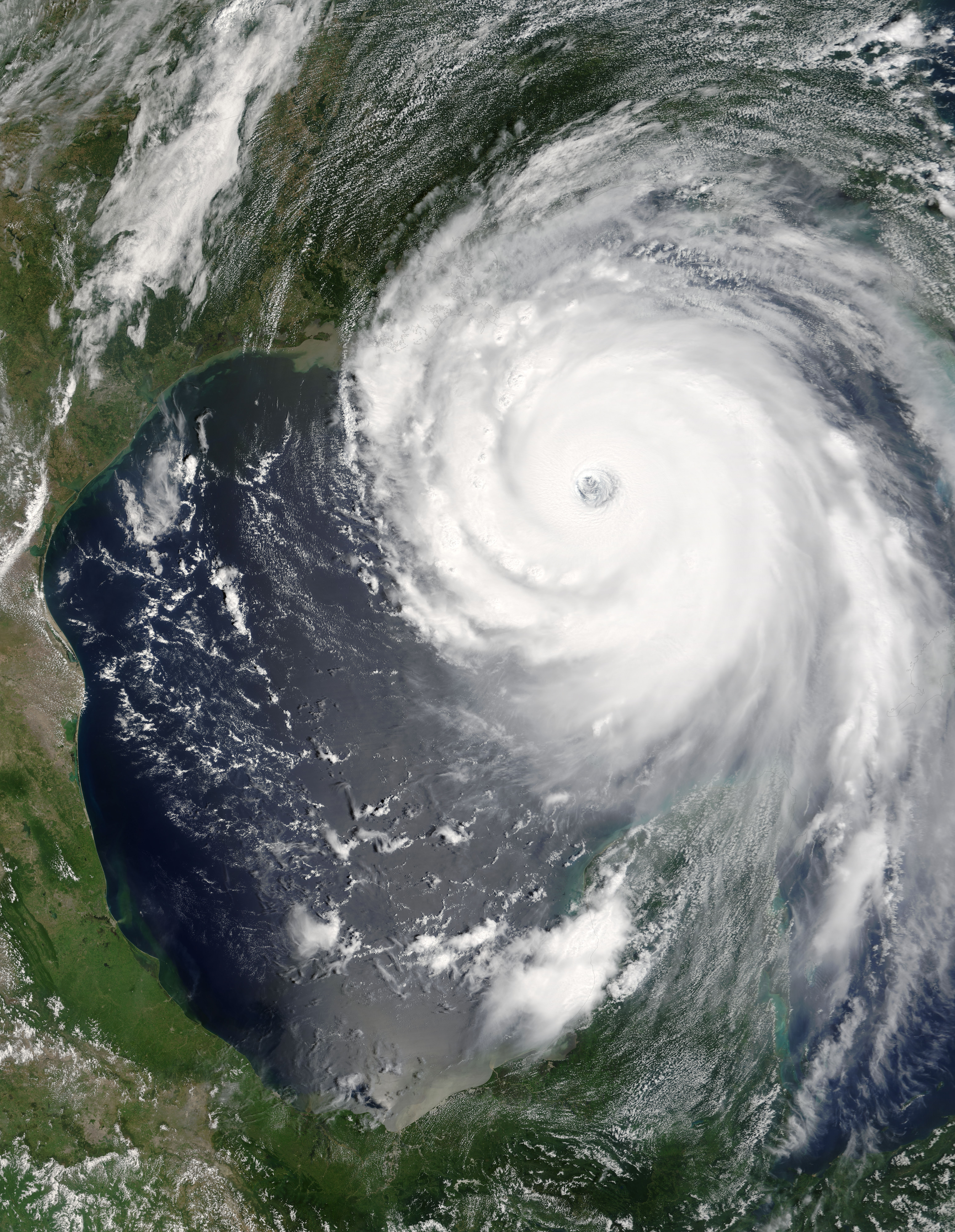
Гіперган, якщо він утвориться, буде значно перевищувати показаний на фото ураган Катріна, не тільки за розмірами, але і за силою вітру

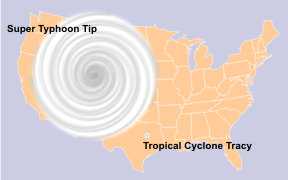
Передбачувані розміри гіпергана на фоні США

Гіпергани — це гіпотетичний клас екстремально сильних тропічних циклонів, які могли б сформуватися, якщо температура океану досягне 50 °C, що на 15 °C вище, ніж коли-небудь зафіксована найвища температура сучасних океанів, що своєю чергою може бути викликане падінням великого астероїда або комети, потужним вулканічним виверженням або виверженням супервулкану, або дуже значним глобальним потеплінням. Є припущення, що частина динозаврів вимерла в результаті серії гіперганів, що виникли в результаті падіння астероїда або комети на Землю. Цей термін був запропонований вченим метеорологом Керрі Емануелем в 1994 році в MIT. Гіперган може рости без обмежень.

## Фізика процесу
Гіпергани могли б мати швидкість вітру понад 800 км/год і центральний тиск в них був би близько 700 мілібар, даючи їм дуже високу тривалість життя. Екстремальні умови, що можуть створити шторм такої сили, здатні породити систему розміром з Північну Америку, зі штормовим припливом у 18 м і діаметром ока в 300 км. Вода може залишатися досить гарячою впродовж тижнів, дозволяючи сформуватися наступним гіперганам. Висота хмар гіпергана може досягати 30 км у стратосфері. Гіперган, можливо, приведе до руйнування озонового шару Землі. Молекули води в стратосфері взаємодіятимуть з озоном, прискорюючи його розпад і зменшуючи поглинання ультрафіолету. Крім того, вода і пил, викинуті гіперганом у стратосферу, впливатимуть на процеси глобального потепління і похолодання, проте важко сказати, в який бік.
Інші учені припускають, що така система буде значно меншою, тільки близько 10 км в діаметрі. Вона буде влаштована за типом торнадо, максимальна ширина яких фіксувалася у 2,5 км.

## У фантастиці
Виникнення гіпергана є сюжетом роману Джона Барнса (John Barnes) «Мати бурь» («Mother of storms»).